# 四花野豌豆
四花野豌豆（学名：Vicia tetrantha）是豆科野豌豆属的植物，为中国的特有植物。分布于中国大陆的陕西等地，生长于海拔1,000米的地区，常生于山坡以及路旁，目前已由人工引种栽培。